# Sanitätsreiterstaffel

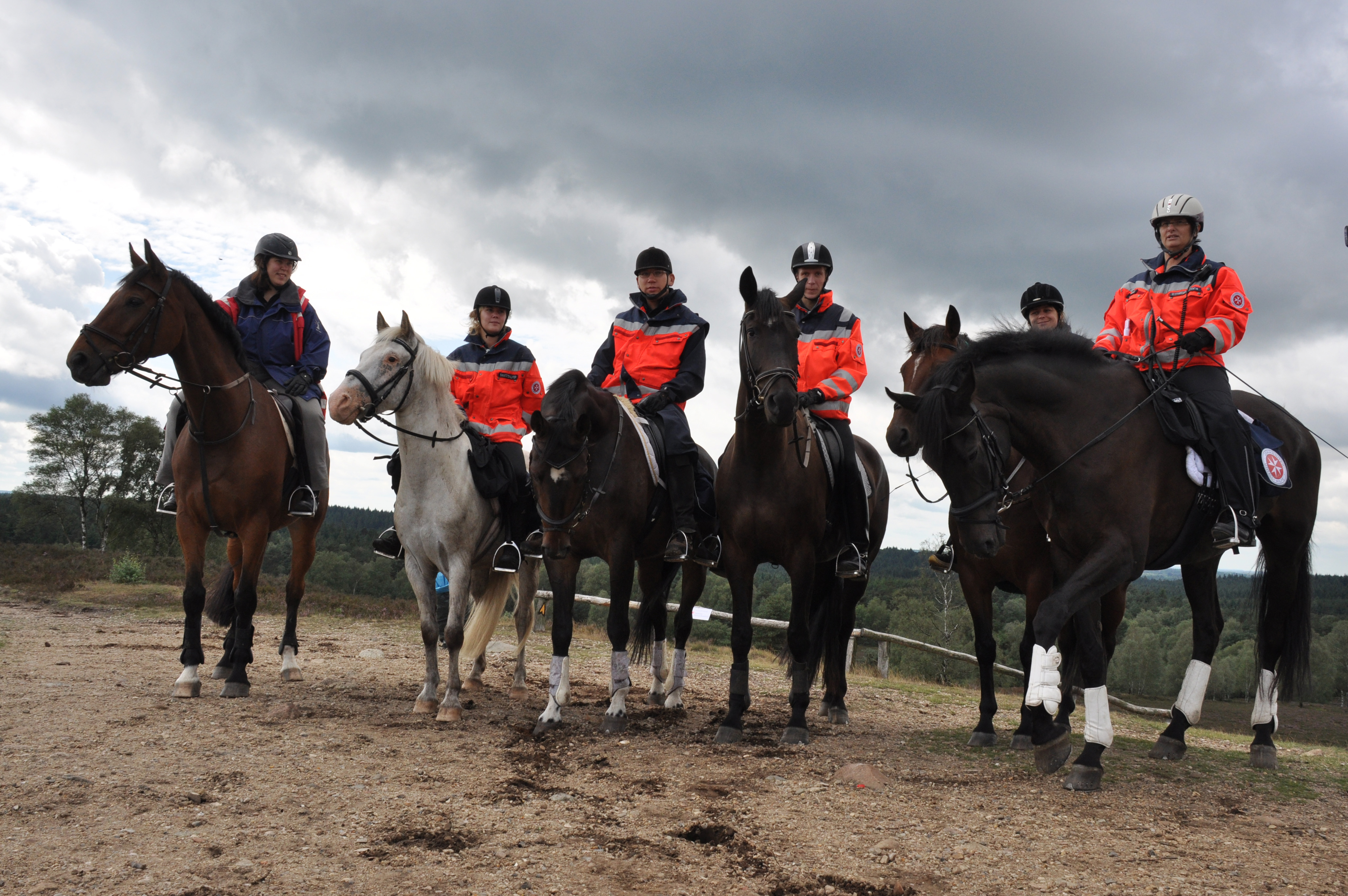
Sanitätsreiterstaffel der Johanniter-Unfall-Hilfe

Eine Sanitätsreiterstaffel ist eine mobile Sanitätseinheit zu Pferde. Hauptsächlich freiwillige Sanitätsreiterstaffeln existieren in den Vereinigten Staaten, in Kanada, Australien und Deutschland. In Deutschland besteht sie aus einem Sicherungsreiter und zwei Sanitätsreitern. Durch die Geländegängigkeit der Sanitätspferde kann ein Sanitäter mit Ausrüstung auch in Wald und Feld und über längere Feldstrecken sehr schnell zum Notfallort transportiert werden.
Bei einer Sanitätsreiterstaffel handelt es sich zumeist um Angehörige einer Hilfsorganisation, die ehrenamtlich ihre privaten Pferde nutzen. Hierbei werden die Hobbys Reiten und Sanitätsdienst verknüpft.

## Ausbildung in Deutschland
Es gibt bundesweit einheitliche verbindliche Ausbildungsrichtlinien, die den Schutz des Tieres, des Reiters und der Menschen im Umfeld immer in den Mittelpunkt stellen. Die Ausbildung des Pferdes ist sehr aufwendig. Es sind stetige Trainingseinheiten erforderlich, welche unter anderem mit Raschelsäcken, Sitzbällen, Regenschirmen und Flattertor durchgeführt werden.
Daneben werden die Pferde auch an laute Geräuschkulissen wie einem Spielmannszug oder Jahrmarktslärm sowie an den Anblick von Feuer gewöhnt.
Die stetigen Trainingseinheiten mit lauten Geräuschen, hektischen Bewegungen und andere, für unausgebildete Pferde bedrohlich wirkende Geschehnisse, bereiten die Sanitätspferde für den Einsatz vor. Dabei wird das Vertrauen des Pferdes in seinen Reiter gestärkt und die Fluchtreaktion vor unbekannten Geräuschen oder Erlebnissen minimiert.

## Ausrüstung
Um den Unfallverhütungsvorschriften zu entsprechen, tragen die Sanitätsreiter einen Reithelm, reittaugliches Schuhwerk, eine Reithose und Reithandschuhe. Die jeweilige weiterführende Einsatzbekleidung richtet sich nach den Vorgaben der entsprechenden Hilfsorganisation, zumeist Polo- oder Sweatshirt und Einsatzjacke.
Das medizinischen Material besteht u. a. aus Verbandmittel, Diagnostik, Beatmungshilfen, Infusionsmaterial und einem automatisierten externen Defibrillator (AED). Dieses Material wird auf mehrere Satteltaschen verteilt, welche beim Ritt mitgeführt werden. Dabei wird darauf geachtet, dass die Satteltaschen eine gleichmäßige Gewichtsverteilung aufweisen, um den Pferderücken zu schonen. Aus diesem Grunde ist ein Rucksack eher problematisch, da es ein Ausbalancieren des Gewichtes auf dem Pferd negativ beeinflusst und zudem das Verletzungsrisiko des Reiters bei einem Sturz wesentlich erhöht.
Logistisch werden die Sanitätsreiter mit Funkgeräten und teilweise mit GPS-Geräten ausgestattet.

## Anforderung an die Pferde
Die Pferde müssen führig sein, d. h. dem Reiter ohne Widersetzlichkeiten folgen.
Sie müssen auch bei optischer, akustischer oder geruchsbezogener Einwirkung gehorsam bleiben.
Hengste sind für den Einsatz in der Sanitätsreiterstaffel gewöhnlich ungeeignet.
Im Weiteren müssen die Pferde verladesicher sein und dürfen kein aggressives Verhalten gegenüber Artgenossen zeigen. Gegenüber Außenreizen wie Blaulicht, Martinshorn, Lautsprecher, Menschenmassen, Feuer und artfremden Tieren müssen sie unempfindlich sein. Einmal jährlich sollte eine Gelassenheitsprüfung (GHP) durch die Deutsche Reiterliche Vereinigung (FN) abgenommen werden.